# Psalmer från köket
Psalmer från köket är en svensk-norsk film från 2003 som Bent Hamer fick idén till när han läste om köksundersökningar som har företagits i Sverige under efterkrigstiden.

## Handling
Efter att Hemmens forskningsinstitut framgångsrikt har undersökt hemmafruarnas gärningar i köket för att rationalisera göromålen, ska nu ensamboende mäns vägar i köket utforskas. Därför kommer ett flertal svenska observatörer med husvagn och utrustning till Norge.
Varje observatör får en värd, i vilkens kök de ska sitta tyst på ett "jakttorn" och dokumentera händelser. Kontakt mellan dem är strikt förbjuden för att inte påverka forskningsresultat. Observatörer måste också sova ute i sina husvagnar.
Först är Isak inte alls förtjust i att Folke ska övervaka honom, men när rollerna byts utvecklas slutligen även vänskap mellan de två männen.

## Rollista
- Joachim Calmeyer - Isak Bjørvik
- Tomas Norström - Folke Nilsson
- Bjørn Floberg - Grant
- Reine Brynolfsson - Malmberg
- Sverre Anker Ousdal - Dr. Benjaminsen
- Leif Andrée - Dr. Ljungberg

## Utmärkelser
Filmen har fått ett flertal utmärkelser, bland annat Amandapriset för årets bästa film i Norge. Den var även kandidat till en Oscarnominering, men blev inte nominerad.